# Akaren (Vårdinge socken, Södermanland)
Akaren är en sjö i Södertälje kommun i Södermanland och ingår i Trosaåns huvudavrinningsområde. Sjön är 9,1 meter djup, har en yta på 0,388 kvadratkilometer och är belägen 53,3 meter över havet. Akaren ligger mellan Järna och Mölnbo. Sörmlandsleden går förbi Akaren.

## Delavrinningsområde
Akaren ingår i det delavrinningsområde (655179-159308) som SMHI kallar för Ovan 655160-159143. Medelhöjden är 64 meter över havet och ytan är 3,41 kvadratkilometer. Det finns inga avrinningsområden uppströms utan avrinningsområdet är högsta punkten. Vattendraget som avvattnar avrinningsområdet har biflödesordning 4, vilket innebär att vattnet flödar genom totalt 4 vattendrag innan det når havet efter 32 kilometer. Avrinningsområdet består mestadels av skog (69 procent) och jordbruk (13 procent). Avrinningsområdet har 1,1 kvadratkilometer vattenytor vilket ger det en sjöprocent på 6,3 procent. Bebyggelsen i området täcker en yta av 0,89 kvadratkilometer eller 5 procent av avrinningsområdet.